# Харгина, Анастасия Алексеевна
Анастасия Алексеевна Харгина   (род. 21 мая 1996 года, Нижний Новгород) — российская ватерполистка, подвижный нападающий . Участница первенства Мира, Еврокубка в составе "Спартак-Волгоград". Трёхкратный призёр чемпионата России и бронзовый призер кубка России в составе «Спартак-Волгоград». Серебряный призер чемпионата России "Высшая Лига" в составе "Штурм-2002"

## Биография
Родилась 21 мая 1996 года в Нижнем Новгороде.
В возрасте 15 лет дебютировала во взрослом Чемпионате России среди женских команд за местный ватерпольный клуб "Олимп" г. Н.Новгород. В этом же возрасте вошла в расширенный список сборной команды России в 2012г.
Выступала за юниорскую и молодёжную сборные команды России. Кандидат в сборную России.
В 2017 году получила звание «Мастер спорта России по водному поло».
Выступала за клубы:
- «Олимп» (Нижний Новгород) (2011—2014)
- «Спартак-Волгоград» (Волгоград) (2015—2017)[4][5]
- «Штурм-2002» (Руза) (2018—н. в.)

## Достижения
- Двукратный серебряный призёр чемпионата России (2015, 2017)
- Бронзовый призёр чемпионата России (2016)[6]

## https://globalsportsarchive.com/people/water_polo/anastasiia-khargina/7877057/
- Профиль на сайте Федерации водного поло России